# Stole
Stole is een nummer van de Amerikaanse zangeres Kelly Rowland uit 2003. Het is de tweede single van haar eerste soloalbum Simply Deep.
"Stole" vertelt het verhaal van drie verschillende tieners wiens toekomst is gestolen omdat ze slechte beslissingen hebben genomen. Als gevolg van verkeerd begrepen worden, krijgen deze tieners te maken met onder andere wapengeweld, pesten, zelfmoord, zwangerschap en depressie. Ondanks dat er wel iets van deze tieners terecht had kunnen komen, werd hen de kans niet gegeven.
Als opvolger van de wereldhit Dilemma, die Rowland had samen met rapper Nelly, werd "Stole" ook een hit. Het nummer bereikte de 27e positie in de Amerikaanse Billboard Hot 100. In de Nederlandse Top 40 bereikte het nummer de 8e positie, en in de Vlaamse Ultratop 50 de 4e.